# Округ Кларк (Илиноис)
Округ Кларк (енгл. Clark County) је округ у америчкој савезној држави Илиноис.

## Демографија
По попису из 2010. године број становника је 16.335, што је 673 (-4,0%) становника мање 2000. године.
| Група             | 2000.          | 2010.          |
| Белци             | 16.766 (98,6%) | 15.925 (97,5%) |
| Афроамериканци    | 34 (0,2%)      | 48 (0,3%)      |
| Азијати           | 23 (0,1%)      | 55 (0,3%)      |
| Хиспаноамериканци | 54 (0,3%)      | 172 (1,1%)     |
| Укупно            | 17.008         | 16.335         |